# Holger Czukay
Holger Czukay (n. Holger Schüring), n. 24 martie 1938, Danzig, Orașul Liber Danzig – d. 5 septembrie 2017, Weilerswist, Renania de Nord-Westfalia, Germania) a fost un muzician german, probabil cel mai cunoscut ca unul dintre membrii fondatori ai trupei krautrock Can.